# Alice Braga
Alice Braga (* 15. dubna 1983 São Paulo) je brazilská herečka.
Od dětství hrála v televizních reklamách, jako patnáctiletá debutovala v krátkometrážním filmu Trampolim. Studovala na Pontifícia Universidade Católica, kterou nedokončila a rozhodla se věnovat herectví. Úspěch jí přinesla role Angeliky ve filmu Fernando Meirellese Město bohů (2002), za kterou byla nominována na cenu Grande Prêmio do Cinema Brasileiro pro nejlepší herečku. Za hlavní roli prostitutky ve filmu Cidade Baixa byla oceněna na Filmovém festivalu Rio de Janeiro a získala Prêmio Contigo. Díky filmu Já, legenda (2007) se prosadila v Hollywoodu. Hraje také v americkém televizním seriálu Queen of the South.
Její tetou je herečka Sônia Braga.

## Filmografie
- 1998 Trampolim
- 2002 Město bohů
- 2005 Cidade Baixa
- 2006 Solo Dios sabe
- 2006 Svět drog
- 2006 O Cheiro do Ralo
- 2007 Já, legenda
- 2008 Červený pás
- 2008 Slepota
- 2009 Imigranti
- 2010 Predátoři
- 2010 Repo Men
- 2011 Obřad
- 2012 Na cestě
- 2013 Elysium
- 2014 Latitudes
- 2014 Zabij mě třikrát
- 2014 Ardor
- 2016 Duel v Mount Hermonu